# 海湾石油
海湾石油是一家曾经的大型国际石油公司，于1901年至1985年运营。海湾石油是曾经的石油七姐妹之一。在被加利福尼亚标准石油收购前，这家公司是梅隆家族最重要的资产之一；其总部同梅隆金融一道位于美国宾夕法尼亚州匹兹堡。
1985年海湾石油公司（Gulf Oil Corporation）被加利福尼亚标准石油并购后，停止作为独立公司运营，并在美国将品牌重塑为雪佛龙。不过其原品牌和一些商业资产仍以其他形式继续得以运营。